# اوادارا
اوادارا (گرجی: ავადხარა) یک منطقه مسکونی در آبخاز گرجستان است.